# Distrito electoral de Maple Creek (condado de Stanton, Nebraska)
Maple Creek (en inglés: Maple Creek Precinct) es un distrito electoral ubicado en el condado de Stanton en el estado estadounidense de Nebraska. En el Censo de 2010 tenía una población de 151 habitantes y una densidad poblacional de 1,61 personas por km².

## Geografía
Maple Creek se encuentra ubicado en las coordenadas 41°47′37″N 97°5′15″O / 41.79361, -97.08750. Según la Oficina del Censo de los Estados Unidos, Maple Creek tiene una superficie total de 93.66 km², de la cual 93.56 km² corresponden a tierra firme y (0.11%) 0.1 km² es agua.

## Demografía
Según el censo de 2010, había 151 personas residiendo en Maple Creek. La densidad de población era de 1,61 hab./km². De los 151 habitantes, Maple Creek estaba compuesto por el 95.36% blancos, el 0% eran afroamericanos, el 0% eran amerindios, el 0% eran asiáticos, el 0% eran isleños del Pacífico, el 3.97% eran de otras razas y el 0.66% pertenecían a dos o más razas. Del total de la población el 5.96% eran hispanos o latinos de cualquier raza.